# Ізабель Демонжо
Ізабель Демонжо (фр. Isabelle Demongeot, нар. 18 вересня 1966) — колишня французька тенісистка.
Здобула один одиночний та дев'ять парних титулів туру WTA.
Найвищу одиночну позицію світового рейтингу — 35 місце досягнула 23 травня 1988, парну — 20 місце — 8 травня 1989 року.
Завершила кар'єру 1996 року.

## Фінали турнірів WTA

### Одиночний розряд 1 (1–0)
| Легенда                       |
| ----------------------------- |
| Турніри Великого шолома (0/0) |
| WTA Championships (0/0)       |
| Virginia Slims (0/0)          |
| Tier I (0/0)                  |
| Tier II (0/0)                 |
| Tier III (0/0)                |
| Tier IV & V (1/0)             |

| Результат | Ранг | Дата          | Турнір               | Покриття | Опонент     | Рахунок  |
| Перемога  | 1.   | 22 липня 1991 | Westchester Cup 1991 | Тверде   | Лорі Макніл | 6–4, 6–4 |

### Парний розряд 13 (9–4)
| Легенда                       |
| ----------------------------- |
| Турніри Великого шолома (0/0) |
| WTA Championships (0/0)       |
| Virginia Slims (1/0)          |
| Tier I (1/0)                  |
| Tier II (0/0)                 |
| Tier III (1/1)                |
| Tier IV & V (6/3)             |

| Результат | Ранг | Дата                     | Турнір                 | Покриття  | Партнер           | Опоненти                          | Рахунок                 |
| Перемога  | 1.   | 28 вересня 1987          | Paris                  | Ґрунт     | Наталі Тозья      | Сандра Чеккіні Сабрина Голеш      | 1–6, 6–3, 6–3           |
| Перемога  | 2.   | 9 травня 1988            | German Open            | Ґрунт     | Наталі Тозья      | Клаудія Коде-Кільш Гелена Сукова  | 6–2, 4–6, 6–4           |
| Поразка   | 1.   | 11 липня 1988            | Nice                   | Ґрунт     | Наталі Тозья      | Катрін Сюїр Катрін Танв'є         | 6–4, 4–6, 6–2           |
| Перемога  | 3.   | 17 жовтня 1988           | Zurich Open            | Килим (i) | Наталі Тозья      | Клаудія Коде-Кільш Гелена Сукова  | 6–3, 6–3                |
| Поразка   | 2.   | 24 жовтня 1988           | Брайтон                | Килим (i) | Наталі Тозья      | Лорі Макніл Бетсі Нагелсен        | 7–6(7–5), 2–6, 7–6(7–4) |
| Перемога  | 4.   | 1 травня 1989            | WTA Hamburg            | Ґрунт     | Наталі Тозья      | Яна Новотна Гелена Сукова         | walkover                |
| Перемога  | 5.   | 5 серпня 1991            | Альбукерке             | Тверде    | Катріна Адамс     | Ліз Грегорі Пінат Луї Гарпер      | 6–7(2–7), 6–4, 6–3      |
| Поразка   | 3.   | St. Petersburg Open 1991 | St. Petersburg         | Килим (i) | Джо Дьюрі         | Олена Брюховець Наталія Медведєва | 7–5, 6–3                |
| Перемога  | 6.   | 30 вересня 1991          | Sparkassen Cup (теніс) | Килим (i) | Манон Боллеграф   | Джилл Гетерінгтон Кеті Ріналді    | 6–4, 6–3                |
| Перемога  | 7.   | 13 квітня 1992           | Pattaya Women's Open   | Тверде    | Наталія Медведєва | Паскаль Параді Сандрін Тестю      | 6–1, 6–1                |
| Перемога  | 8.   | 20 квітня 1992           | Куала-Лумпур           | Тверде    | Наталія Медведєва | Хіракі Ріка Петра Лангрова        | 2–6, 6–4, 6–1           |
| Перемога  | 9.   | 1 лютого 1993            | ASB Classic            | Тверде    | Елна Рейнах       | Джилл Гетерінгтон Кеті Ріналді    | 6–2, 6–4                |
| Поразка   | 4.   | 25 квітня 1994           | Таранто                | Ґрунт     | Сандра Чеккіні    | Іріна Спирля Нелле ван Лоттум     | 6–3, 2–6, 6–1           |

## Фінали ITF

### Одиночний розряд (4-4)
| Турніри $100,000 |
| Турніри $75,000  |
| Турніри $50,000  |
| Турніри $25,000  |
| Турніри $10,000  |

| Результат | Ранг | Дата           | Турнір                       | Покриття   | Опонент           | Рахунок       |
| Перемога  | 1.   | 17 жовтня 1983 | Ашкелон, Ізраїль             | Тверде     | Rafeket Benjamini | 6–0, 6–0      |
| Перемога  | 2.   | 23 січня 1984  | Кі-Біскейн (Флорида), США    | Тверде     | Карін Андергольм  | 7–5, 6–3      |
| Перемога  | 3.   | 20 серпня 1984 | Реда-Віденбрюк, Німеччина    | Ґрунт      | Рената Шашак      | 7–6, 7–5      |
| Перемога  | 4.   | 31 грудня 1984 | Чикаго, США                  | Тверде     | Кірстен Дреєр     | 1–6, 6–2, 6–4 |
| Поразка   | 5.   | 15 липня 1991  | Евансвіл, США                | Тверде     | Кімберлі По       | 6–2, 4–6, 1–6 |
| Поразка   | 6.   | 9 грудня 1991  | Валь-д'Уаз, Франція          | Тверде     | Наталі Тозья      | 6–3, 3–6, 1–6 |
| Поразка   | 7.   | 12 грудня 1994 | Сержі (Валь-д'Уаз), Франція  | Тверде (i) | Катажина Новак    | 3–6, 3–6      |
| Поразка   | 8.   | 3 березня 1996 | Саутгемптон, Велика Британія | Килим (i)  | Елена Пампулова   | 3–6, 6–4, 4–6 |

### Парний розряд (4-4)
| Результат | Ранг | Дата            | Турнір                | Покриття | Партнер          | Опоненти                               | Рахунок       |
| --------- | ---- | --------------- | --------------------- | -------- | ---------------- | -------------------------------------- | ------------- |
| Поразка   | 1.   | 11 червня 1984  | Ліон, Франція         | Ґрунт    | Наталі Тозья     | Мерседес Пас Ронні Рейс                | 6–1, 3–6, 3–6 |
| Поразка   | 2.   | 31 грудня 1984  | Чикаго, США           | Тверде   | Наталі Тозья     | Lynn Lewis Венді Барлоу                | 6–4, 6–7, 5–7 |
| Перемога  | 3.   | 21 січня 1985   | Сан-Антоніо, США      | Тверде   | Наталі Тозья     | Елізабет Екблом Маріанне ван дер Торре | 6–3, 6–4      |
| Перемога  | 4.   | 30 березня 1987 | Лімож, Франція        | Ґрунт    | Наталі Тозья     | Селін Коен Ева Крапль                  | 7–5, 6–2      |
| Перемога  | 5.   | 7 грудня 1992   | Валь-д'Уаз, Франція   | Тверде   | Катрін Сюїр      | Сабін Аппельманс Жулі Алар-Декюжі      | 7–5, 6–4      |
| Поразка   | 6.   | 29 березня 1993 | Мулен (Альє), Франція | Тверде   | Катрін Сюїр      | Агнесе Блумберга Яна Поспішилова       | 6–3, 2–6, 4–6 |
| Поразка   | 7.   | 6 грудня 1993   | Валь-д'Уаз, Франція   | Тверде   | Катрін Сюїр      | Магдалена Фейстель Олена Макарова      | 6–2, 3–6, 4–6 |
| Перемога  | 8.   | 10 квітня 1994  | Лімож, Франція        | Ґрунт    | Марія Страндлунд | Анжелік Олів'є Гайді Шпрунґ            | 6–2, 6–2      |